# Andrzej Wańka
Andrzej Stanisław Wańka (ur. 1964) – polski duchowny rzymskokatolicki. Jest doktorem teologii dogmatycznej.

## Życiorys
W latach 1999–2004 był adiunktem na Katedrze Fenomenologii Religii Wydziału Teologicznego na Uniwersytecie Kardynała Stefana Wyszyńskiego w Warszawie. Od 2004 prowadzi wykłady dla studentów Wydziału Teologicznego Uniwersytetu Szczecińskiego z teologii dogmatycznej, religiologii, proseminarium, ekumenizmu oraz misjologii.
W 2005 otrzymał Nagrodę Indywidualną III stopnia rektora Uniwersytetu Szczecińskiego za szczególne osiągnięcia w dziedzinie nauki.
W 2006 w Wydawnictwie Naukowym Uniwersytetu Szczecińskiego, ukazała się jego książka, pt. Teozoficzna panreligia.
Został redaktorem Studiów i Rozpraw, serii monografii Wydziału Teologicznego Uniwersytetu Szczecińskiego.
Jego badania naukowe dotyczą dialogu międzyreligijnego, podstaw moralności w religiach niechrześcijańskich, New Age, teozofii, nowych ruchów religijnych, ezoteryzmu i okultyzmu.
Należy do Towarzystwa Naukowego Katolickiego Uniwersytetu Lubelskiego oraz do Stowarzyszenia Teologów Fundamentalnych w Polsce.

## Publikacje
- Religie w dobie pluralizmu i dialogu (2004) [red.]
- New Age: idee i implikacje (2005) [red.]
- Teozoficzna panreligia (2006)